# Muna Jabir Adam

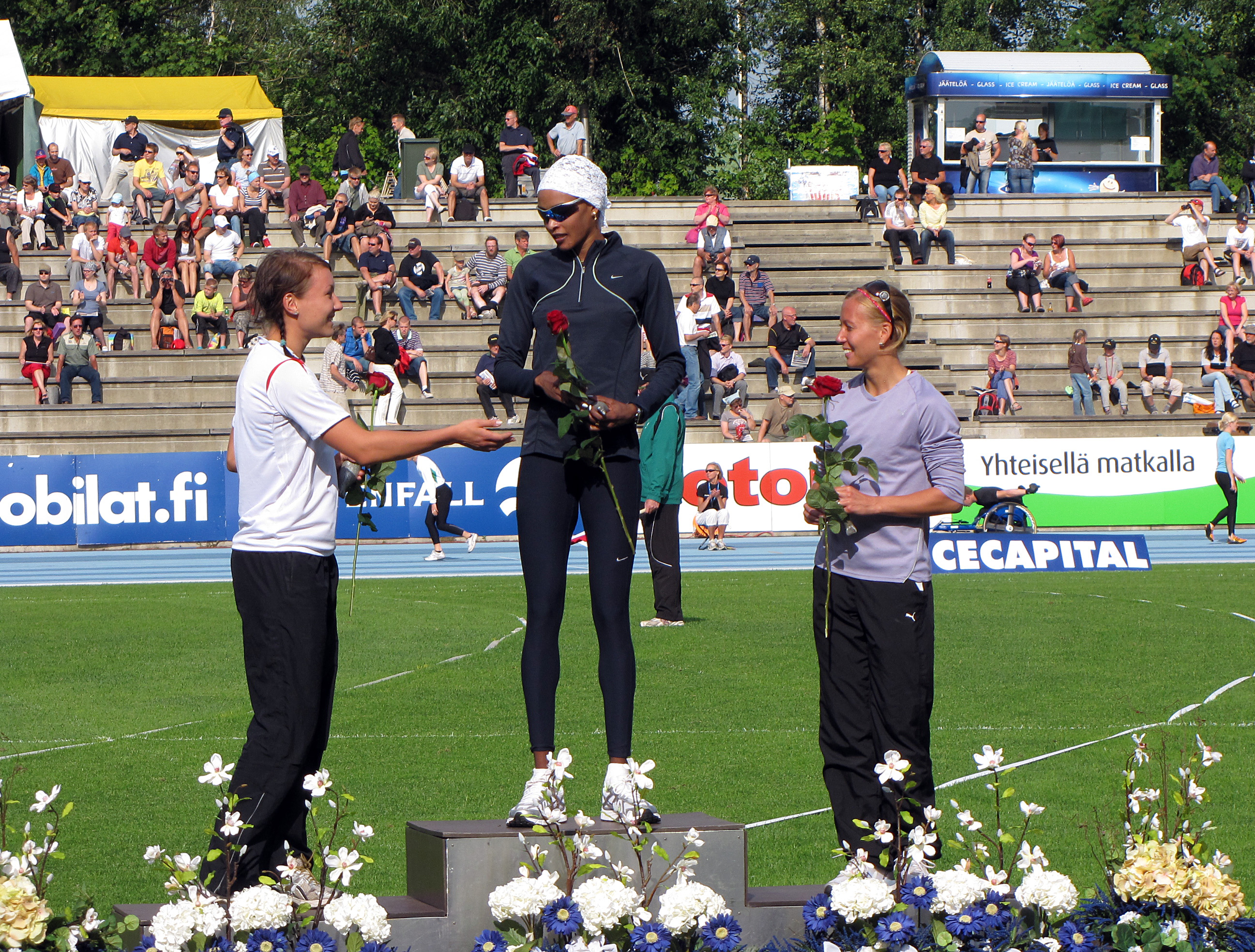
Muna Jabir Adam im Jahr 2009 (Mitte)

Muna Jabir Adam (* 6. Januar 1987 in al-Ubayyid, Sudan) ist eine sudanesische Hürdenläuferin.

## Ergebnisse
Bei den Jugendweltmeisterschaften 2003 wurde sie Sechste. 2006 bei den Juniorenweltmeisterschaften wurde sie Vierte. Bei den Panafrikanischen Spielen 2007 gewann sie eine Goldmedaille über die 400 Meter Hürden und eine Bronzemedaille üin die 4-mal-400-Meter-Staffel.